# Dionysia oreodoxa
Dionysia oreodoxa là một loài thực vật có hoa trong họ Anh thảo. Loài này được Bornm. mô tả khoa học đầu tiên năm 1899.